# 懿安郭皇后
懿安皇后（いあんこうごう、? - 848年）は、唐の憲宗の貴妃で、穆宗の生母、敬宗・文宗・武宗の祖母。姓は郭氏（かくし）。祖父は安史の乱で大功を立てた郭子儀で、父は郭曖。母は代宗（憲宗の曽祖父）の娘である昇平公主。穆宗朝で皇太后、敬宗・文宗・武宗・宣宗朝で太皇太后とされた。

## 生涯
国公の父と公主の母を持つ高貴な家柄の出身であった。貞元9年（793年）、広陵郡王であった李純（後の憲宗）の正妃となる。貞元11年（795年）に李宥（後の穆宗）を産んだ。他に絳王李寮と岐阳庄淑公主を産んでいる。
元和元年（806年）、憲宗が帝位に即くと、貴妃に冊立される。群臣からは郭貴妃を皇后に立てるべきという意見が出たが、憲宗には他に寵愛を得た妃がいた。また、かつての武則天、韋皇后、張皇后の専横が忌み嫌われていたため、中唐期以降は皇帝の在位中に立后する例が絶えていた。結局、憲宗は郭氏の立后を却下した。また、憲宗は長男の李寧（紀美人所生）を皇太子とする。しかし李寧は早世したため、代わって李宥が皇太子となった。
元和15年（820年）、子の穆宗の即位にともなって皇太后となる。穆宗の崩御後、孫の敬宗の即位にともない太皇太后となった。武宗の治世には、敬宗の母である義安皇太后、文宗の母である積慶皇太后と共に尊崇され、三宮太后と呼ばれた。
会昌6年（846年）、武宗が崩御した後、宦官により皇帝に擁立されたのは、憲宗の十三男で武宗の従叔父である光王李忱（宣宗）であった。直系の穆宗・敬宗・文宗・武宗が郭氏を丁重に扱っていたのに対し、傍系の出身である宣宗は郭氏の扱いが粗略であった。太皇太后郭氏と、宣宗の母である皇太后鄭氏（孝明太后）が犬猿の仲であったためだという。太皇太后は飛び降り自殺を図ろうとし、それを聞いた宣宗の不興を買った。その夜に太皇太后は急死した。太皇太后の死に関し、宣宗により殺害されたという噂が流れた。太皇太后は、景陵（憲宗の陵）の外園にぞんざいに葬られた。宣宗の子である懿宗の即位後、ようやく憲宗と合葬された。
中国の諸王朝のうちでも、自身の息子が帝位に就き、皇太子妃から太皇太后になった例は、郭氏などわずか数人である。ただし、郭氏は皇后位を経ずに太皇太后となっている。

## 伝記資料
- 『旧唐書』巻52 列伝第2
- 『新唐書』巻77 列伝第2